# تل لالار
تل لالار مربوط به دوره ساسانیان - دوران‌های تاریخی پس از اسلام است و در شهرستان دره‌شهر، روستای سراب کلان واقع شده و این اثر در تاریخ ۲۴ شهریور ۱۳۱۰ با شمارهٔ ثبت ۵ به‌عنوان یکی از آثار ملی ایران به ثبت رسیده است.